# Supastars
Supastars — песня американского хип-хоп-трио Migos, выпущенная 22 января 2018 года в качестве промосингла к своему второму студийному альбому Culture II.

## Коммерческая оценка
Шелдон Пирс из Pitchfork дал смешанный отзыв, называя бит «композиционно ослепительным, накладывая различные звуковые текстуры для создания такого "света"», но был более критичен к тексту песни, сказав, что «группа читает рэп про свой успех и деньги, тем самым делая наименее запоминающиеся куплеты».
Фрэнк Гуан из Vulture дал положительный отзыв, описав бит как «красивый, изящный, быстрый и сильный».

## Чарты
| Чарт (2018)                           | Высшая позиция |
| ------------------------------------- | -------------- |
| Канада (Billboard Canadian Hot 100)   | 51             |
| Франция (SNEP)                        | 142            |
| США (Billboard Hot 100)               | 53             |
| США (Billboard Hot R&B/Hip-Hop Songs) | 27             |
| США (Billboard Hot Rap Songs)         | 25             |

## Сертификации
| Регион                                                                      | Сертификация | Продажи |
| --------------------------------------------------------------------------- | ------------ | ------- |
| США (RIAA)                                                                  | Золотой      | 500 000 |
| Данные о продажах + прослушиваниях приведены только на основе сертификации. |              |         |